# Seznam impaktových vědeckých časopisů vydávaných na Slovensku
Seznam vědeckých časopisů s nenulovým impakt faktorem (IF), které jsou vydávány ve Slovenské republice. Hodnoty IF jsou za rok 2012.
| časopis                                                      | zkratka (ISO)              | obor                                                         | IF    | pořadí dle IF            |
| ------------------------------------------------------------ | -------------------------- | ------------------------------------------------------------ | ----- | ------------------------ |
| Acta Montanistica Slovaca                                    | Acta Montan. Slovac.       | vědy o zemi, multidisciplinárnía, těžba a zpracování nerostů | 0,094 | 171/172a, 19/20b         |
| Acta Physica Slovaca                                         | Acta Phys. Slovava         | fyzika, multidisciplinární                                   | 1,333 | 38/83                    |
| Acta Virologica                                              | Acta Virol.                | virologie                                                    | 0,759 | 31/34                    |
| Biologia                                                     | Bilogia[zdroj?]            | biologie                                                     | 0,506 | 69/83                    |
| Bratislava Medical Journal-Bratislavske Lekarske Listy       | Bratisl. Med. J.           | všeobecná medicína a vnitřní lékařství                       | 0,472 | 118/155                  |
| Chemical Papers                                              | Chem. Pap.                 | chemie, multioborová                                         | 0,879 | 103/152                  |
| Computing and Informatics                                    | Comput. Inform.            | počítačové vědy - umělá inteligence                          | 0,254 | 108/115                  |
| Contributions of the Astronomical Observatory Skalnate Pleso | Contrib. Astronom. Obs. S. | astronomie a astrofyzika                                     | 0,200 | 56/56                    |
| General Physiology and Biophysics                            | Gen. Physiol. Biophys.     | biochemie a molekulární biologiec, biofyzikad, fyziologiee   | 0,852 | 265/290c, 64/72d, 69/80e |
| Geologica Carpathica                                         | Geol. Carpath.             | vědy o zemi, multidisciplinární                              | 1,143 | 108/172                  |
| Helminthologia                                               | Helminthologia             | parazitologief, zoologieg                                    | 0,783 | 31/35f, 99/151g          |
| Journal of Electrical Engineering-Elektrotechnicky Casopis   | J. Electr. Eng.            | elektrotechnika a elektronika                                | 0,546 | 190/243                  |
| Journal of Food and Nutrition Research                       | J. Food Nutr. Res.         | potravinářství                                               | 0,600 | 90/124                   |
| Journal of Hydrology and Hydromechanics                      | J. Hydrol. Hydromech.      | vodní zdroje                                                 | 0.653 | 64/80                    |
| Kovove Materialy - Metallic Materials                        | Kov. Mater.-Met. Mater.    | materiálová věda, mezioborovéh, metalurgiei                  | 0,687 | 178/241h, 30/76i         |
| Mathematica Slovaca                                          | Math. Slovaca              | matematika                                                   | 0,394 | 230/295                  |
| Measurement Science Review                                   | Meas. Sci. Rev.            | přístroje a přístrojové vybavení                             | 1,233 | 29/57                    |
| Neoplasma                                                    | Neoplasma                  | onkologie                                                    | 1,574 | 155/197                  |
| Taxon                                                        | Taxon                      | evoluční biologiej, plant sciencek                           | 2,789 | 23/47j, 39/197k          |
| Wood Researrch                                               | Wood. Res.                 | materiálová věda, papír a dřevo                              | 0,275 | 17/22                    |